# つくしんぼ-TSUKUSHINBOW-
『つくしんぼ』は、日本のジャズバンドPE'Zの通算7枚目のミニ・アルバムである。2005年3月9日発売。発売元はワーナーミュージック・ジャパン/ロードランナー。

## 概要
東芝EMIからワーナーミュージック・ジャパン/ロードランナーへの移籍第1作。CD EXTRA仕様で「SPACY NEWS」を収録。

## 収録曲
編曲：PE'Z
1. WILD GYPSY 〜明日は明日の風が吹く〜 [4:24]
作曲：Ohyama "B.M.W" Wataru・ヒイズミマサユ機
2. 春疾風 〜ハルハヤテ〜 [5:03]
作曲：ヒイズミマサユ機
MV監督は東小野誠
3. POP'N'ROLL[3:46]
作曲：Ohyama "B.M.W" Wataru
4. NO.6 [4:26]
作曲：Ohyama "B.M.W" Wataru
5. ピエロ [4:09]
作曲：ヒイズミマサユ機
6. AUCTION #2 [4:21]
作曲：Ohyama "B.M.W" Wataru
MV監督は東小野誠
7. NA!NA!NA! 〜ヌルピョン太の大冒険〜 [4:47]
作曲：Ohyama "B.M.W" Wataru・ヒイズミマサユ機
MV監督は東弘明
8. 情熱の行方 (TSU KU SHI N BOW Ver.) [4:32]
作曲：Ohyama "B.M.W" Wataru
9. (CD EXTRA) SPACY NEWS [18:34]